# Évolution psychiatrique
'Évolution psychiatrique es una revista trimestral creada en 1925 por René Laforgue y Angelo Hesnard en paralelo con la Revue française de psychanalyse, destinada a ser un punto de encuentro entre la psiquiatría médica (neuropsiquiatría) y el psicoanálisis, con una posición crítica frente al análisis profano que después se desarrolló. Para Heuyer y los otros médicos, se trataba entonces "de adaptar el psicoanálisis a la ligereza francesa en oposición a la 'pesadez germánica'". Los contenidos de la revista se han hecho imprescindibles y no es raro leer allí textos de psicoanalistas y otros psicólogos. Allí se encuentran textos o números sobre Lacan, Georges Lanteri Laura, etc., etc. La Société Evolution Psychiatrique organiza coloquios temáticos anuales y patrocina numerosos seminarios y coloquios de psiquiatría y de psicopatología.

## Métricas de revista
2022
- Web of Science Group : 0.368
- Índice h de Google Scholar: 14
- Scopus: 0.32

## Algunas revistas por tema
- "Solitudes", octubre-diciembre de 2000, vol 65, N.º 4, ISBN 2-84299-172-9
- "Halluciner", abril-junio de 2000, vol. 65, N.º 2, ISBN 2-84299-170-2
- "Structures", julio-septiembre de 2000, vol 65, N.º 3, ISBN 2-84299-171-0
- "Lacan aurait cent ans", N.º especial de la revista, abril/junio de 2001, vol. 66, N.º 2, ISBN 2-84299-270-9
- "Victimes", 2002 ISBN 2-84299-382-9
- "Homenaje a Jacques Postel", N.º especial, 2003, ISBN 2-84299-489-2
- "Georges Lanteri Laura", abril-mayo de 2005, vol.70, N.º 2, ISBN 2-84299-722-0
- "Actualidad de la fenomenología psiquiátrica", N.º 4, 2005, ISBN 2-84299-724-7
- artículos de 1927 a 2007 (Eugène Minkovski 1929, Henri Wallon 1956, Jean Piaget 1962, Paul-Claude Racamier 1965, Henri Ey 1970, Ellenberger 1972, Georges Lanteri Laura 1983, Henri Maldiney 1989, etc.), l'Evolution psychiatrique, oct.-dic. 2007, vol 72, N.º 4, ISBN 2842998981